# Ragú
Ragú (francouzsky ragoût) je pokrm z nakrájeného dušeného masa, vnitřností nebo výjimečně i zeleniny. Podává se s hustou pikantní omáčkou, která je výsledkem pomalého dušení.
Poprvé se zmiňuje již v roce 1642. Název pochází ze staré francouzštiny, sloveso ragoûter, „dodat, povzbudit chuť“, pův. z latinského gusto, „chutnat“.
Ragú se připravuje z rozmanitých druhů masa (kromě jiného i z drůbeže, zvěřiny i ryb) či
zeleniny, pokrájených na kostky stejné velikosti. Tento základ se dusí ve vývaru z ryb, zeleniny nebo masa, někdy v zahuštěné omáčce, obvykle ochucené bylinkami a kořením.
Rozlišují se dva základní druhy ragoût – hnědé a bílé. Hnědé se připravuje z masa osmahlého s trochou mouky na rozpáleném tuku. Bílé ragú se připravuje vařením masa v bílé omáčce na základě čistého vývaru masového nebo zeleninového, zahuštěného smetanou a zásmažkou; omáčka má konzistenci bešamelu.
V širším významu lze výrazem ragoût označit rozmanitá jídla ze surovin rozkrájených na části různé velikosti a dušených v omáčce, podávaných jako samostatné jídlo, příloha nebo druh husté omáčky, jako je např. provensálské ratatouille, italská boloňská omáčka (ragù alla bolognese), maďarské lečo (lecsó) a pörkölt nebo ve střední Evropě populární guláše, anglické stew či polský bigos.